# Kubec Glasmon
Kubec Glasmon est un scénariste et producteur américain né le 12 août 1897 à Raciąż (Terres de la Vistule), décédé le 13 mars 1938 à Los Angeles (Californie).

## Filmographie partielle
- 1932 : Union Depot
- 1932 : Taxi!
- 1932 : The Crowd Roars
- 1932 : False Faces
- 1932 : Rockabye
- 1934 : Handy Andy
- 1934 : Jealousy (en)
- 1935 : La Clé de verre (The Glass Key)
- 1935 : Brigade spéciale (Men Without Names) de Ralph Murphy
- 1935 : Pas de pitié pour les kidnappeurs (Show Them No Mercy!) de George Marshall
- 1936 : Parole
- 1942 : On demande le docteur Gillespie (Calling Dr. Gillespie) de Harold S. Bucquet